# Knjižnica Franca Ksavra Meška Ormož
Knjižnica Franca Ksavra Meška je osrednja splošna knjižnica s sedežem na Žigrovi ulici 6b (Ormož); ustanovljena je bila leta 1992.
Poimenovana je bila po Francu Ksaverju Mešku.
Knjižnica Franca Ksavra Meška Ormož je osrednja splošna knjižnica, ki izvaja knjižnično dejavnost za območje občin Ormož, Središče ob Dravi in Sveti Tomaž. Sestavljajo jo štiri organizacijske enote: osrednja knjižnica Knjižnica Ormož, Krajevna knjižnica Središče ob Dravi, Krajevna knjižnica Sveti Tomaž in Krajevna knjižnica Ivanjkovci.